# Regina Barzilay
Regina Barzilay (* 30. September 1970 in Chișinău, Moldauische Sozialistische Sowjetrepublik) ist eine sowjetisch-israelisch-amerikanische Informatikerin und Hochschullehrerin. Sie ist School of Engineering Distinguished Professor for AI and Health und Mitglied des Computer Science and Artificial Intelligence Laboratory (CSAIL) am MIT. Ihre Forschungsinteressen liegen in der Verarbeitung natürlicher Sprache, Anwendungen von Deep Learning in der Chemie und Onkologie.

## Leben und Werk
Barzilay erhielt ihre Schulbildung in Moldawien. Sie wanderte 1990 mit ihren Eltern Yakov und Alla nach Israel aus und studierte an der Ben-Gurion-Universität im Negev. Sie erwarb dort 1993 einen Bachelor of Science und 1997 einen Master of Science. Danach wanderte sie in die USA aus und promovierte 2002 an der Columbia University bei Kathleen Rose McKeown mit der Dissertation: Information Fusion for Multidocument Summarization: Paraphrasing and Generation.

## Forschungstätigkeiten
Anschließend forschte sie für ein Jahr an der Cornell University und danach am MIT, wo sie 2016 zur Professorin für Delta-Elektronik und Informatik ernannt wurde. 2018 übernahm sie die Fakultätsleitung für Künstliche Intelligenz (KI) an der MIT Jameel Clinic, einem Forschungszentrum auf dem Gebiet der KI-Gesundheitswissenschaften, einschließlich Krankheitserkennung, Arzneimittelforschung und Entwicklung medizinischer Geräte.
Ihre Forschung zu natürlichen Sprachen konzentrierte sich auf die Entwicklung von Modellen natürlicher Sprache. Sie verwendete diese Modelle, um reale Sprachverarbeitungsaufgaben zu lösen. Ihre Forschung in der Computerlinguistik befasste sich mit mehrsprachigem Lernen, der Interpretation von Text zur Lösung von Steuerungsproblemen und der Suche nach einer Struktur auf Dokumentebene innerhalb von Text. Barzilays Arbeit ermöglicht die automatisierte Zusammenfassung von Dokumenten, die maschinelle Interpretation von Anweisungen in natürlicher Sprache und die Entschlüsselung alter Sprachen.
Barzilay ist Co-Leiterin eines Machine Learning for Pharmaceutical Discovery and Synthesis Consortium, das darauf abzielt, KI-Algorithmen für die Automatisierung des Arzneimitteldesigns zu entwickeln. In Zusammenarbeit mit dem Massachusetts General Hospital entwickelt sie Algorithmen, die lernen können, Modelle des Krankheitsverlaufs zu verbessern, Überbehandlungen zu verhindern und Krebs früher und genauer zu erkennen.

### KI und neue Antibiotika
Barzilay arbeitete seit 2020 mit dem Bio-Ingenieur Jim J. Collins über einen Zeitraum von zwei Jahren am Antibiotics-AI Project zusammen mit einem interdisziplinären Team von Bioingenieuren, Mikrobiologen, Informatikern und Chemikern, um die erste neue Klasse von Antibiotika zu entwickeln. Bereits Anfang 2020 waren sie erfolgreich mit dem Einsatz eines Deep-Learning-Modells, um ein neues Antibiotikum zu identifizieren. Mithilfe eines maschinellen Lernalgorithmus identifizierten die MIT-Forscher eine leistungsstarke neue antibiotische Verbindung. In Labortests tötete das Medikament viele der weltweit problematischsten krankheitsverursachenden Bakterien, darunter einige Stämme, die gegen alle bekannten Antibiotika resistent sind. Das Computermodell mustert mehr als hundert Millionen chemische Verbindungen innerhalb weniger Tage durch und soll potenzielle Antibiotika heraussuchen, die Bakterien mit anderen Mechanismen als denen bestehender Medikamente abtöten.
Sie hat mehr als 290 wissenschaftliche Veröffentlichungen und im Februar 2022 betrug ihr h-Index 70.
Sie ist mit dem Informatiker Eli Barzilay verheiratet.

## Auszeichnungen (Auswahl)
- 2005: NSF Career Award[11][12]
- 2005: MIT Technology Review TR-35 Award[13]
- 2016: Delta Electronic Professor
- 2016: Burgess & Elizabeth Jamieson Award
- 2017: MacArthur Fellowship[14]
- 2018: Ruth and Joel Spira Award
- 2018: Fellow der American Association for Artificial Intelligence (AAAI)[15]
- 2019: TOP 100 AI Leaders in Drug Discovery & Advanced Healthcare
- Microsoft-Fakultätsstipendium, ACL-Stipendium
- 2020: erster AAAI Squirrel AI Award for Artificial Intelligence for the Benefit of Humanity[16][17][18]
- 2021: UNESCO/Netexplo Award
- 2021: AACC Wallace H. Coulter Lectureship Award
- 2022: Mitglied der American Academy of Arts and Sciences
- 2023: Mitglied der National Academy of Engineering
- 2023: Mitglied der National Academy of Medicine